# Osman Sow
Osman Sow (* 22. April 1990 in Stockholm) ist ein schwedisch-senegalesischer Fußballspieler.

## Karriere
Osman Sow erlernte das Fußballspielen in den schwedischen Jugendmannschaften von FoC Farsta, Sköndals IK und Hammarby IF. Seinen ersten Vertrag unterschrieb er am 1. Januar 2010 bei seinem Jugendverein FoC Farsta im Stockholmer Stadtteil Farsta. Nach einem Jahr wechselte er zu Väsby United nach Eskilstuna. Mit dem Verein spielte er 25-mal in der dritten schwedischen Liga. FC Dacia Chișinău, ein moldauischer Fußballverein aus der Landeshauptstadt Chișinău nahm ihn im Februar 2012 unter Vertrag. Für den Verein, der in der ersten Liga spielte, absolvierte er 20 Erstligaspiele. Im Mai 2013 kehrte er in seine Heimat zurück, wo er bis Anfang September 2013 beim Erstligisten Syrianska FC in Södertälje unter Vertrag stand. Für Syrianska stand er siebenmal in der ersten Liga auf dem Spielfeld. Am 6. September 2013 ging er nach England. Hier verpflichtete ihn Crystal Palace aus der Hauptstadt London. Bei dem Hauptstadtverein kam er nicht zum Einsatz. Nach der Saison zog es ihn nach Schottland. Hier unterschrieb er einen Vertrag bei Heart of Midlothian. Mit dem Klub aus Edinburgh spielte er in der zweiten schottischen Liga, der Scottish Championship. 2015 feierte er mit den Hearts die Meisterschaft der zweiten Liga und den Aufstieg in die erste Liga. Für die Hearts absolvierte er 45 Ligaspiele und schoss dabei 20 Tore. Für eine Ablösesumme von 1,92 Millionen Euro wechselte er Ende Februar 2016 nach China. Hier nahm ihn der in der ersten Liga, der Chinese Super League, spielende Henan Jianye aus Zhengzhou unter Vertrag. Das erste Halbjahr 2017 wurde er an den Emirates Club in die Vereinigten Arabischen Emirate ausgeliehen. Für den Emirates Club spielte er elfmal in der UAE Pro League, der ersten Liga des Landes. Nachdem der Vertrag bei Henan am 13. August 2017 ausgelaufen war, ging er wieder nach England, wo er sich dem Drittligisten Milton Keynes Dons aus Milton Keynes anschloss. Am Ende der Saison musste er mit dem Verein in die vierte Liga absteigen. Dundee United, ein schottischer Zweitligist aus Dundee, nahm ihn Ende Januar 2019 unter Vertrag. Von September 2019 bis Dezember 2019 wurde er an den schottischen Erstligisten FC Kilmarnock nach Kilmarnock ausgeliehen. Für Kilmarnock stand er achtmal in der ersten Liga auf dem Spielfeld. Nach der Ausleihe kehrte er zu Dundee zurück. Mit Dundee feierte er am Ende der Saison die Meisterschaft und den Aufstieg in die erste Liga. Nach insgesamt zehn Spielen für Dundee wurde sein Vertrag am Ende der Saison nicht verlängert. Vom 1. Juli 2020 bis 8. Oktober 2020 war er vertrags- und vereinslos. Am 9. Oktober 2020 wurde er bis Saisonende vom schottischen Zweitligisten Dundee FC unter Vertrag genommen. Im Juli 2021 zog es ihn nach Asien. Hier unterschrieb er in Thailand einen Vertrag beim Zweitligisten Sukhothai FC. Am Ende der Saison 2021/22 feierte er mit dem Verein aus Sukhothai die Vizemeisterschaft und den Aufstieg in die erste Liga. Für Sukhothai bestritt er insgesamt 53 Zweitligaspiele. Nach der Saison wurde der Vertrag im Sommer 2023 nicht verlängert.

## Erfolge
Heart of Midlothian
- Scottish Championship: 2014/15

Dundee United
- Scottish Championship: 2019/20

Sukhothai FC
- Thailändischer Zweitligavizemeister: 2021/22  ▲